# Jehan Denis
Pour les articles homonymes, voir Jean Denis et Denis.
Jehan Denis est né à Honfleur, France, au milieu du XVe siècle. Son nom y est attesté sur un registre de la confrérie de charité de la paroisse Notre-Dame, en 1457. Il fut le premier grand explorateur et navigateur français, sous les ordres de Jehan Ango père.

## Biographie
Il a fait un voyage de pêche à Terre-Neuve en 1506. 
Il serait entré avec les pilotes Gamart et Thomas Aubert, de Rouen, dans l’estuaire du Saint-Laurent. Il aurait dressé une première carte de cet estuaire. Cette dernière, contestée[réf. nécessaire], est conservée à la bibliothèque du Parlement, à Ottawa.